# Ольковичи (Минская область)
Ольковичи (бел. Альковічы) — деревня в Вилейском районе Минской области Белоруссии, в составе Ильянского сельсовета. Население 28 человек (2009).

## География
Деревня находится неподалёку от границы с Логойским районом в 12 км к северо-востоку от центра сельсовета, агрогородка Илья и в 33 км к востоку от райцентра, города Вилейка. В 10 км к северо-западу от Ольковичей расположено Вилейское водохранилище, в 3 км к северу протекает река Кобылянка, приток Вилии. Деревня соединена местными дорогами с окрестными деревнями Юнцевичи, Овсяники, Стайки, Матьковцы. Ближайшая ж/д станция в Вилейке.

## История
Деревня впервые упоминается в 1618 году при поделе имения Юнцевичи наследниками Льва Гурина. Следующее упоминание - 1642 году как часть имения Юнцевичи. В 1699 году здесь была построена деревянная католическая часовня с образом Девы Марии. В 1706 году Ольковичи  вместе с землями частей имения Крайского, Юнцевич и Гриневичами было куплено Флорианом Гораином герба Шрэнява, родом с Ошмянского повета. Далее Флориан образовал три имения для трех своих сыновей. Ольковичи вошли в имение Черноручье. В 1722 году его средний сын епископ Александр Гараин, владевший Ольковичами, построил на свои средства деревянный костёл Рождества Богородицы. В 1754 году был перестроен новый костёл ,в стиле неоклассицизма с портиком и колоннами и двухъярусной башенкой, а приход получил статус самостоятельного.
С 1793 года после второго раздела Речи Посполитой Ольковичи, как и вся Вилейщина, входили в состав Российской империи, был образован Вилейский уезд в составе сначала Минской губернии. гораины владели имением до 1834 года. а делее его купили Коверские.
С 1843 года Ольковичи в Виленской губернии, Вилейского уезда, Крайской волости.
В 1897—1902 году рядом с ним шло возведение неоготического каменного храма, освящённого в честь Посещения Пресвятой Девы. Старый деревянный храм был разобран. Все внутреннее убранство было перенесено в новый храм.В 1901-1906 годах настоятелем костела был Эд.Войцеховский. С 1907 настоятелем стал А. Ярошевич, а в 1910 году - М. Пержиковский.
После подписания Рижского мирного договора (1921) Ольковичи перешли в состав межвоенной Польши, причём граница прошла рядом с деревней. С 1939 года Ольковичи в составе БССР. С 1940 по 2013 год — центр Ольковичского сельсовета. В годы Великой Отечественной войны деревня находились под немецкой оккупацией с июня 1941 по июль 1944 года.
В 1989 году храм Посещения был отреставрирован и ныне служит действующим католическим храмом. Его прихожанами являются не только жители маленьких Олькович, но и соседних деревень.
В 2013 году Ольковичский сельсовет был упразднён, Ольковичи и все прочие населённые пункты бывшего сельсовета вошли в состав Ильянского сельсовета.

## Достопримечательности
- Католический храм Посещения Девы Марии (неоготика, 1897-1902 гг.) —  Историко-культурная ценность Республики Беларусь, шифр 612Г000109
- Звонница — памятник деревянного зодчества конца XVII — начала XIX вв.

## Галерея
- Католический храм Посещения Девы Марии
- Католический храм Посещения Девы Марии
- Старый деревянный и новый каменный храм на фото 1930 года